# Corrinea parva
Corrinea parva är en skalbaggsart som beskrevs av Wooldridge 1980. Corrinea parva ingår i släktet Corrinea och familjen lerstrandbaggar. Inga underarter finns listade i Catalogue of Life.